# توماتش هايتو
توماس هايتو (Tomasz Nikodem Hajto) (مواليد 16 أكتوبر 1972) هو لاعب كرة قدم. يلعب مع منتخب بولندا لكرة القدم. سبق له أن لعب في كأس العالم لكرة القدم مع منتخب بلاده.

## مسيرته الكروية
لعب توماس هايتو خلال مسيرته الاحترافية مع 8 أندية في اثنين وعشرين موسمًا وسجل خلالها 29 هدفًا ضمن 462 مباراة. حيث فاز في موسمين بالكأس ولم يفز بأي دوري.
خاض توماس هايتو مسيرته مع نادي هوتنيك نوفا هوتا في موسم 1990–91 واستمر معه طيلة ثلاثة مواسم، مشاركًا في 33 مباراة سجل خلالها هدفين. ثم انتقل إلى نادي غورنيك زابجه في موسم 1993–94 في المرة الأولى ليلعب معه أربعة مواسم ثم في موسم 2007–08 ولمدة موسمين، حيث شارك طوالها في 143 مباراة سجل خلالها 10 أهداف. لينتقل بعدها إلى نادي دويسبورغ في موسم 1997–98 واستمر معه طيلة ثلاثة مواسم، مشاركًا في 80 مباراة سجل خلالها 8 أهداف. ثم انتقل إلى نادي شالكه 04 في موسم 2000–01 ليلعب معه أربعة مواسم، مشاركًا في 104 مباراة سجل خلالها 6 أهداف. هذا وانتقل لاحقًا إلى نادي نورنبرغ في موسم 2004–05 لمدة موسم واحد، مشاركًا في 17 مباراة ولم يسجل أي هدف. ثم انتقل بعدها إلى نادي ديربي كاونتي في موسم 2005–06 لمدة موسم واحد، مشاركًا في 5 مباريات ولم يسجل أي هدف أيضًا. ليعود وينتقل من جديد، لكن هذه المرة إلى نادي ال كي اس ودز في موسم 2006–07 في المرة الأولى لمدة موسم واحد ثم في موسم 2008–09 ولمدة موسمين، مشاركًا طوالها في 60 مباراة سجل خلالها 3 أهداف.

## روابط خارجية
- توماتش هايتو على موقع الاتحاد الدولي (مؤرشف)  (الإنجليزية)
- توماتش هايتو على موقع قاعدة بيانات كرة القدم.إي يو (الإنجليزية)
- توماتش هايتو على موقع بيانات كرة القدم. دي إي (الألمانية)
- توماتش هايتو على موقع ناشيونال فوتبول تيمز (الإنجليزية)
- توماتش هايتو على موقع Soccerbase.com (لاعب) (الإنجليزية)
- توماتش هايتو على موقع Soccerway.com (الإنجليزية)
- توماتش هايتو على موقع عالم كرة القدم.نت (الإنجليزية)
- توماتش هايتو على موقع كووورة